# Blykronad todityrann
För fågelarten Poecilotriccus senex, se borbatodityrann.
Blykronad todityrann (Poecilotriccus plumbeiceps) är en sydamerikansk  fågel i familjen tyranner inom ordningen tättingar.

## Utseende och läte
Blykronad todityrann är en mycket liten distinkt fågel med grå hjässa och kanelbrunt i ansiktet som vrider sig runt en mörkare öronfläck. Ovansidan är olivgrön och undersidan ljusare. På vingarna syns två gulaktiga band. Sången består av ett mörkt och vasst "trrrp" som lätt misstas för en groda eller insekt.

## Utbredning och systematik
Blykronad todityrann delas in i fyra underarter med följande utbredning:
- Poecilotriccus plumbeiceps obscurus – Andernas östsluttning från sydöstra Peru (Puno) till norra Bolivia
- Poecilotriccus plumbeiceps viridiceps – södra Bolivia till nordvästra Argentina (Jujuy och Salta)
- Poecilotriccus plumbeiceps plumbeiceps – Brasilien (delstaten São Paulo) till östra Paraguay och nordöstra Argentina
- Poecilotriccus plumbeiceps cinereipectus – sydöstra Brasilien (delstaterna Alagoas, Espírito Santo och sydöstra Minas Gerais)

### Familjetillhörighet
Arten placeras traditionellt i familjen tyranner. DNA-studier visar dock att Tyrannidae består av fem klader som skildes åt redan under oligocen, pekar på att de skildes åt redan under oligocen, varför vissa auktoriteter behandlar dem som egna familjer. Blykronad todityrann med släktingar placeras då i Pipromorphidae.

## Levnadssätt
Blykronad todityrann hittas i täta skogsområden med inslag av snåriga klängväxter, som skogsbryn och ungskog. Där undgår den ofta upptäckt.

## Status och hot
Arten har ett stort utbredningsområde, men tros minska i antal, dock inte tillräckligt kraftigt för att den ska betraktas som hotad. Internationella naturvårdsunionen IUCN listar arten som livskraftig (LC).

## Bilder

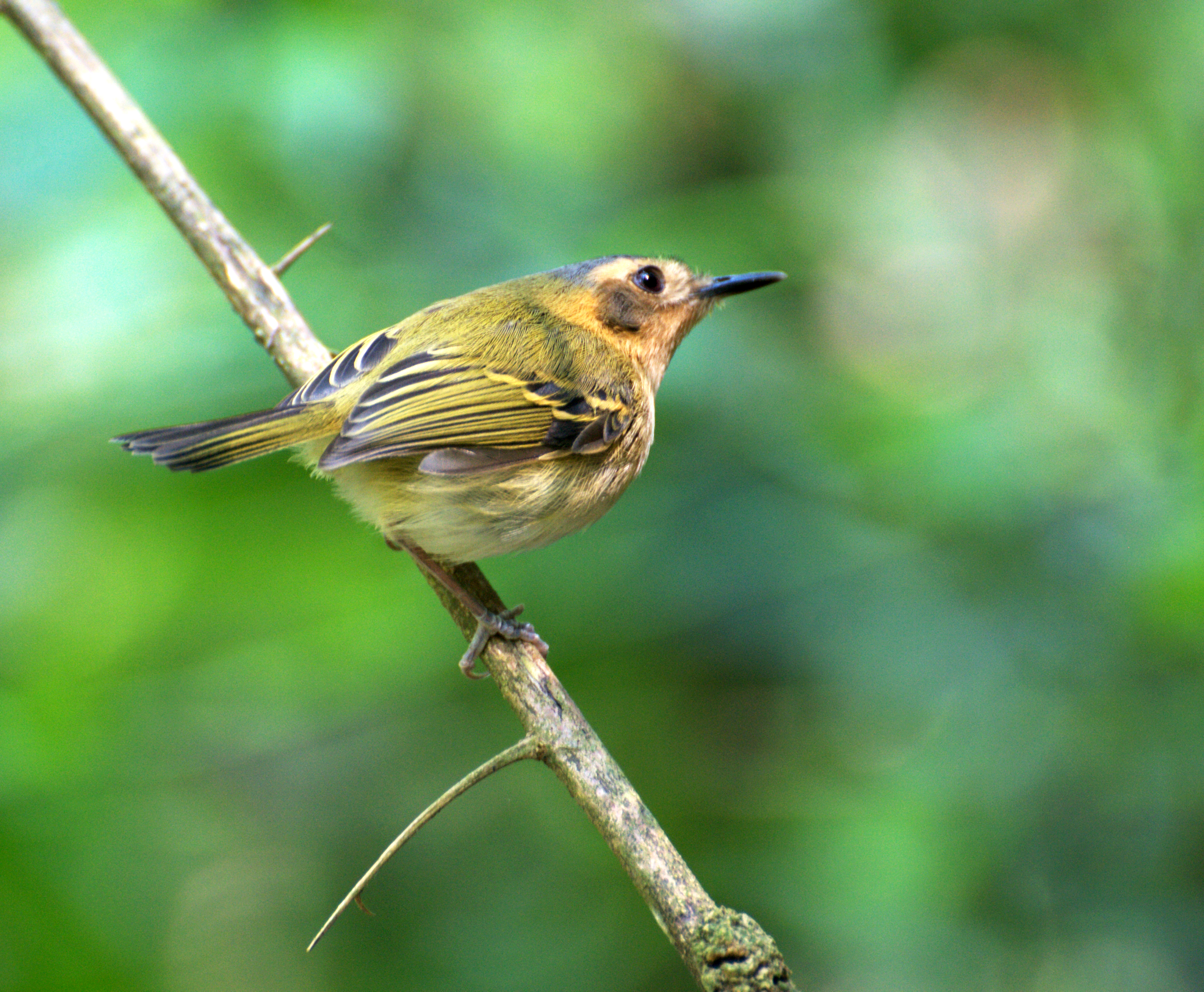
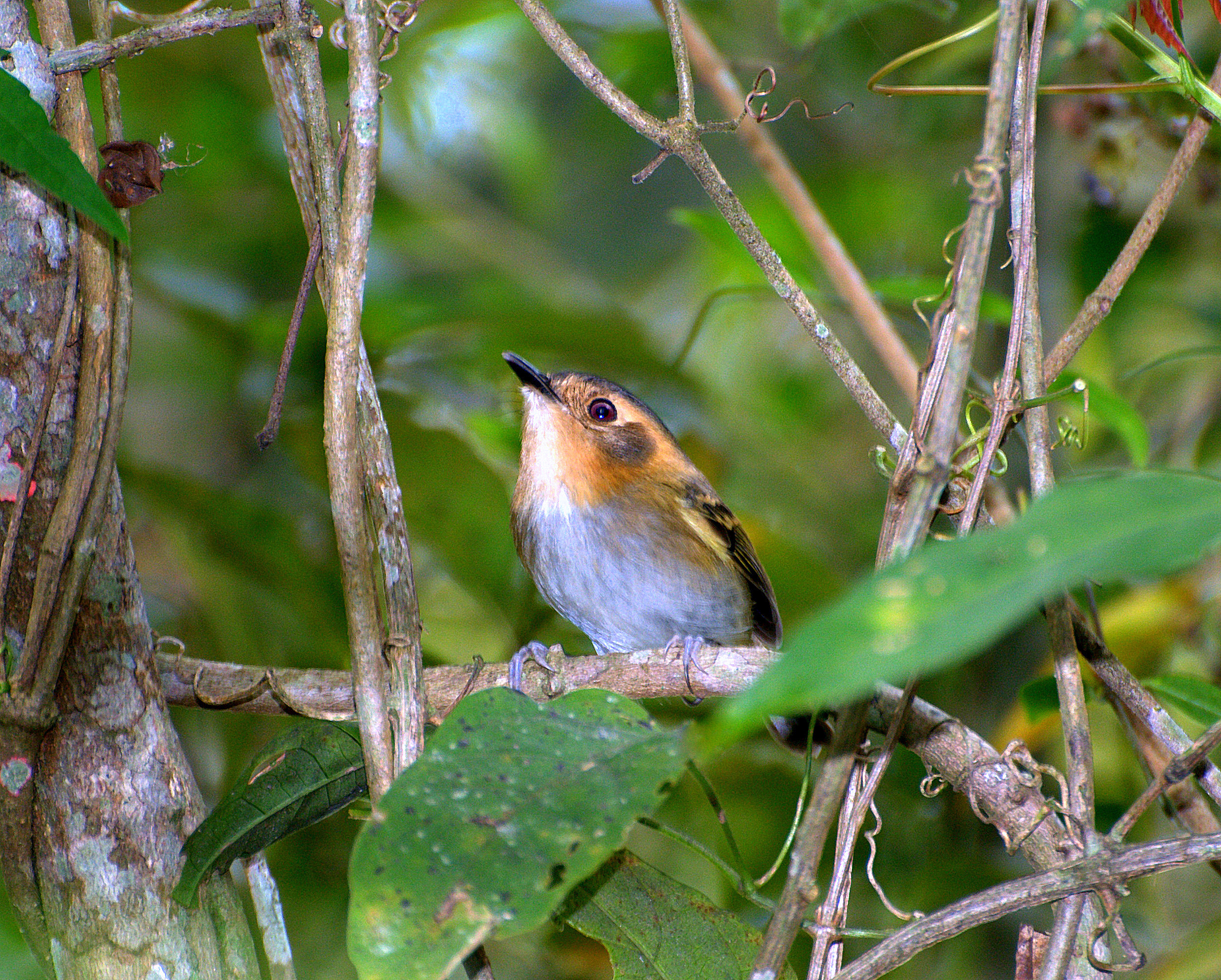
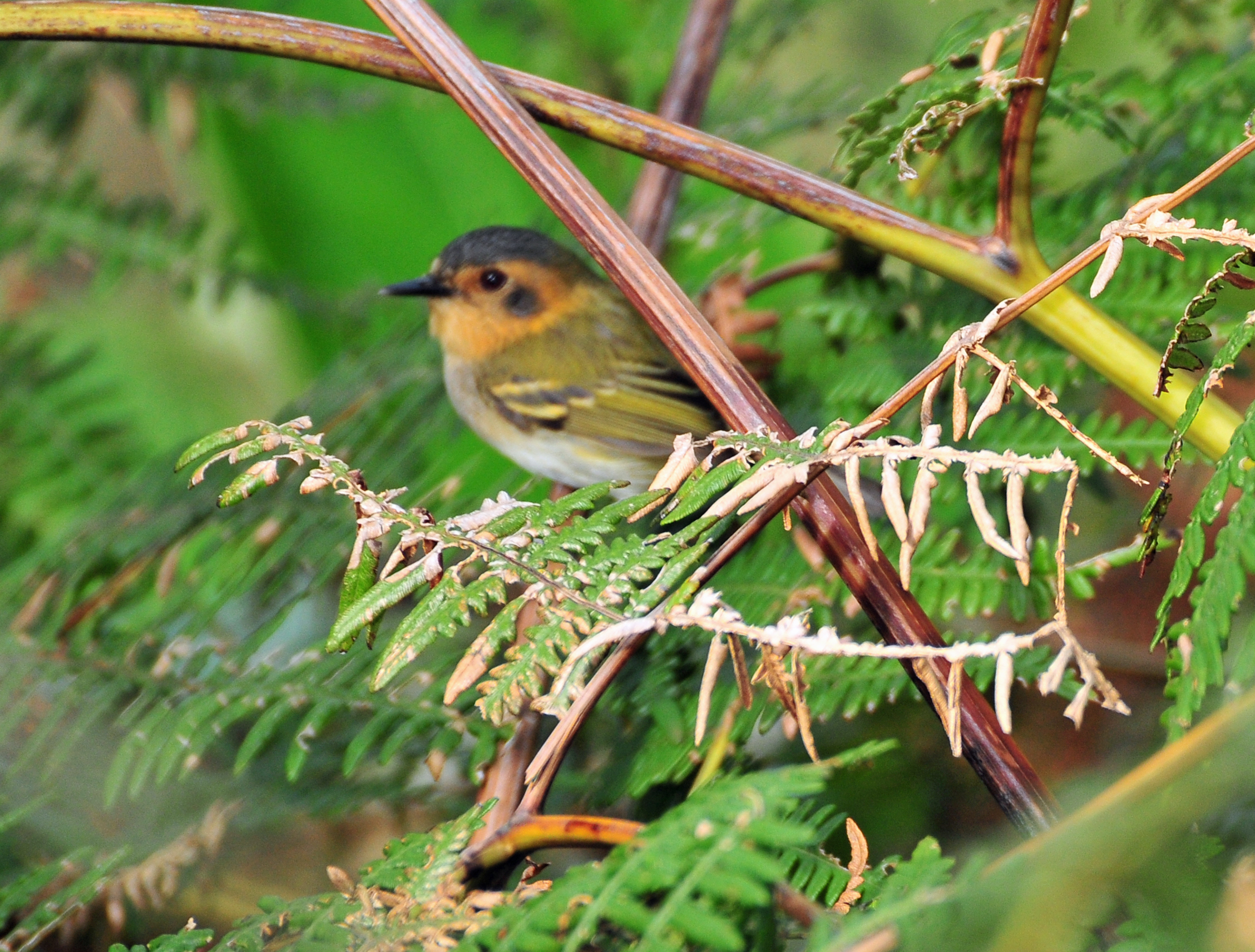